# Егорьевское сельское поселение (Тверская область)
Его́рьевское се́льское поселе́ние — упразднённое муниципальное образование в составе Бельского района Тверской области, существовавшее в 2005 — 2022 годах.
Центр поселения — деревня Егорье.

## Географические данные
- Общая площадь: 297,4 км²
- Нахождение: юго-восточная часть Бельского района
  - Граничит:
    - на севере — с Пригородным СП
    - на востоке — с Верховским СП
    - на юге — со Смоленской областью, Сычевский, Новодугинский и Холм-Жирковский районы
    - на западе — с Кавельщинским СП

Основные реки — Обша, Ужа.

## Население
| 2010 | 2011 | 2012 | 2013 | 2014 | 2015 | 2016 |
| ---- | ---- | ---- | ---- | ---- | ---- | ---- |
| 340  | ↘337 | ↘323 | ↘314 | ↘295 | ↘284 | ↘273 |
| 2017 | 2018 | 2019 | 2020 | 2021 |      |      |
| ↘264 | ↘259 | ↘250 | ↘237 | ↘236 |      |      |

На 01.01.2008 — 405 человек.

## Населенные пункты
На территории поселения находятся 20 населённых пунктов:
| №  | Населённый пункт | Тип     | Население |
| -- | ---------------- | ------- | --------- |
| 1  | Борки            | деревня | 0         |
| 2  | Гредякино        | деревня | 0         |
| 3  | Грибаново        | деревня | 161       |
| 4  | Егорье           | деревня | 69        |
| 5  | Князево          | деревня | 0         |
| 6  | Конново          | деревня | 9         |
| 7  | Коровино         | деревня | 1         |
| 8  | Корчежино        | деревня | 0         |
| 9  | Петрово          | деревня | 1         |
| 10 | Подвойское       | деревня | ↘32       |
| 11 | Пышково          | деревня | 49        |
| 12 | Сапрыкино        | деревня | 0         |
| 13 | Стромово         | деревня | 0         |
| 14 | Сухинино         | деревня | 0         |
| 15 | Толстики         | деревня | 1         |
| 16 | Цыганы           | деревня | 1         |
| 17 | Шапково          | деревня | 0         |
| 18 | Шимаково         | деревня | 0         |
| 19 | Шишкино          | деревня | 12        |
| 20 | Шпекино          | деревня | 0         |

## История
В 12-14 веках территория поселения входила в Смоленское великое княжество. С 1355 года находится в составе Великого княжества Литовского, после окончательного присоединении к Русскому государству в 1654 году, в Смоленском воеводстве.

С XVIII века территория поселения относилась:
- в 1708—1719 к Смоленской губернии
- в 1719—1726 к Смоленской провинции Рижской губернии
- в 1726—1776 к Смоленской губернии
- в 1776—1796 к Смоленскому наместничеству
- в 1796—1929 к Смоленской губернии, Бельский уезд
- в 1929—1937 к Западной области, Бельский район
- в 1937—1944 к Смоленской области, Бельский район
- в 1944—1957 к Великолукской области, Бельский район
- в 1957—1963 к Калининской области, Бельский район
- в 1963—1965 к Калининской области, Нелидовский район
- в 1965—1990 к Калининской области, Бельский район
- с 1990 к Тверской области, Бельский район.

Егорьевское сельское поселение образовано в 2005 году, включило в себя территории Грибановского и части Егорьевского сельских округов.
Законом Тверской области от 7 апреля 2022 года № 8-ЗО муниципальное образование было упразднено с включением всех населённых пунктов в состав Бельского муниципального округа.

## Известные люди
В ныне не существующей деревне Миловидово родился Герой Советского Союза Кондратий Васильевич Билютин.

 В деревне Петрово родился Герой Советского Союза Василий Григорьевич Кузнецов.